# Karina Sainz Borgo
Karina Sainz Borgo (Caracas, Venezuela, 1982) é uma jornalista e escritora venezuelana.
Seus livros foram traduzidos para mais de trinta idiomas e suas histórias foram publicadas em revistas como Granta. Faz parte do que os críticos chamam de "literatura da diáspora venezuelana" ou "êxodo".

## Biografia
Karina Sainz Borgo nasceu em Caracas em 1982. Desde 2006 vive na Espanha, onde chegou aos 24 anos.
Trabalhou para meios de comunicação espanhóis como Vozpópuli, Zenda ou Onda Cero. É jornalista cultural e autor de livros jornalísticos como Caracas hip-hop e Tráfico y Guaire, el país y sus intelectuales. Atualmente trabalha como repórter e colunista do jornal espanhol ABC.

### Carreira literária
Em 2019 publicou La hija de la española (traduzido como Noite em Caracas no Brasil, e Cai a Noite em Caracas em Portugal), o seu primeiro romance, que foi um sucesso sem precedentes na literatura venezuelana e foi traduzido para mais de vinte línguas. A revista americana Time incluiu este título entre os 100 livros mais importantes de 2019. Fernando Aramburu destaca a "extraordinária qualidade de Sainz Borgo como romancista". Segundo o New York Times, o romance tem "ecos de Borges", em uma Venezuela que vive um caos político. Thierry Clermont, no Le Figaro, considera que Sainz Borgo "publica um primeiro romance magistral, saturado de violência, esperança e luz". Enquanto Florence Noiville, no Le Monde considera La hija de la española como um belo e feroz primeiro romance.
Em 2021 publicou O Terceiro País, onde revisitou o mito de Antígona e o direito fundamental do ser humano a enterrar os seus mortos.
Juntamente com autores como Keila Vall de la Ville, Rodrigo Blanco Calderón, Michelle Roche Rodríguez ou Camilo Pino, ele faz parte do que os críticos chamam de "literatura da diáspora venezuelana" ou "êxodo".

## Obras

### Crônica
- Caracas hip-hop (Caracas, 2007)
- Cuatro reportajes, dos décadas, una historia: Tráfico y Guaire, el país y sus intelectuales (Fundación para la Cultura Urbana, 2007)
- Crónicas barbitúricas (Círculo de Tiza, 2019)

### Romance
- Noite em Caracas (Intrínseca, 2019), Cai a Noite em Caracas (Alfaguara 2019)
- O terceiro país (Alfaguara, 2023)
- La isla del Doctor Schubert (Lumen, 2023)

## Prêmios
- Grand prix de l'héroïne Madame Figaro du roman étranger (2020)[5]
- Indicada ao LiBeraturpreis (2020)[5]
- Finalista do Kulturhuset Stadsteatern Stockholm (2021)[5]
- Longlist do Europese Literatuurprijs (2021)[19]
- Prêmio O. Henry (2021)